# Jacques Copeau
Jacques Copeau (París, Francia, 4 de febrero de 1879 - Beaune, 20 de octubre de 1949) fue un relevante actor, productor, teórico, crítico y director de teatro francés, fundador del famoso Théâtre du Vieux-Colombier y anteriormente de la La Nouvelle Revue Française en 1909, junto con André Gide, Paul Claudel y Jean Schlumberger. Organizó escuelas de teatro y fundó Le Cartel des quatre en 1927 junto a Louis Jouvet, Charles Dullin, Gaston Baty y Georges Pitoëff.
Según Albert Camus, el teatro francés se dividió en «antes y después de Jacques Copeau»
Pretendía renovar el arte dramático y el arte del actor desde los conocimientos que él tenía, y así destruir la sobreactuación y falsedad que imperaba en el teatro de su época, proponiedo un trabajo colectivo, riguroso y disciplinado, basado en la sencillez escénica y la sinceridad del actor, un teatro, en definitiva, basado en los actores y en la pretensión de hacer llegar el texto al público de manera directa. Para conseguir esto, decidió escoger a los miembros de su compañía con sumo cuidado, y realizar la preparación de los espectáculos que presentaban compaginada con un entrenamiento que incluía natación, esgrima, lectura en voz alta, ejercicios rítmicos e improvisación, algo que no se había visto hasta entonces en el panorama teatral y que resultó la clave de su renovación. De esta forma, buscaba al actor total, dando gran importancia al movimiento corporal y la expresión vocal de estos.
Se casó con Agnès Thomsen en 1902 en Copenhague. Sus hijos fueron Marie-Hélène Dasté (actriz, 1902-1994) y Hedwig.
Primero fue crítico y marchand de arte. En 1912, motivado por el afán de cambiar al teatro francés que en su visión había caído en manos del comercialismo, fundó junto a Charles Dullin y Louis Jouvet en el antiguo teatro Athénée-Saint-Germain, su legendaria compañía añadiendo a Blanche Albane, Jane Lory, Roger Karl, y Suzanne Bing.
En 1913 publicó Un essai de rénovation Dramatique: le théâtre du Vieux-Colombier el manifiesto de su estilo.
Estrenó obras de Jean Schlumberger, Roger Martin du Gard y triunfa en los clásicos de Molière y Shakespeare.
Entre 1917-19 actúan en Nueva York en el Garrick Theatre donde presentan veinte obras con aclamación, luego en Washington D. C. y Filadelfia.
En 1940, fue nombrado administrador provisional de la Comédie-Française, allí dirigió Pierre Corneille, Shakespeare y Mérimée renunciando ante las fuerzas alemanas en 1941 y retirándose a su casa de Pernand-Vergelesses. Escribió Le Miracle du pain doré y Le Petit Pauvre.
Además de Jouvet, Barsaq y Dullin, su heredero es considerado su yerno, Jean Dasté (1904-1994) casado con su primogénita y fundador del Grupo de los Quince. A su vez, Dasté será influencia fundamental en Jacques Lecoq el maestro de Steven Berkoff, Julie Taymor y los integrantes del Theatre de Complicite.

## Literatura
- Kurtz, Maurice. Jacques Copeau, biography of a theater. Southern Illinois University. 1999 ISBN 0-8093-2257-9

- Rudlin, John: Jacques Copeau, Cambridge: Cambridge University Press, 1986. ISBN 0-521-27303-X.

- Paul-Louis Mignon, Jacques Copeau, París, Julliard, 1993

- Théâtre du Vieux Colombier, 1913-1993 de Marie-Françoise Christout, Noëlle Guibert, Danièle Pauly, Éditions Norma, 1993

- Clément Borgal, Metteurs en scène, Editions Fernand Lanore, 1963